# ادوین ۱۰۴۶
سیارک ۱۰۴۶ (به انگلیسی: 1046 Edwin، نامگذاری:1924UA) هزار و چهل و ششمین سیارک کشف شده‌است که در ۱ دسامبر ۱۹۲۴ کشف شد.
قدر مطلق سیارک برابر ۱۰٫۲۰ است.